# 올림픽 에리트레아 선수단
올림픽 에리트레아 선수단은 에리트레아 대표로 올림픽에 참가하는 선수단이다. 에리트레아는 2000년 시드니 하계 올림픽에서 육상 경기에 출전하기 위해 3명의 선수를 파견하면서 데뷔했다. 2004년 아테네 올림픽에서 제르세나이 타데세(Zersenay Tadese)는 남자 10,000m에서 3위를 차지하며 에리트레아 최초의 메달을 획득했다.
에리트레아는 대한민국 평창에서 열린 2018 동계 올림픽에서 섀넌-오그나이 아베다(Shannon-Ogbnai Abeda)가 알파인 스키 종목에서 에리트레아를 대표해 경쟁하면서 동계 올림픽 데뷔를 했다.
에리트레아 국가 올림픽 위원회는 1996년에 결성되었으며, 1999년에 국제 올림픽 위원회의 승인을 받았다.

## 메달 집계
| 경기 | 금 | 은 | 동 | 합계 |
| ---- | -- | -- | -- | ---- |
| 육상 | 0  | 0  | 1  | 1    |
| 합계 | 0  | 0  | 1  | 1    |

## 메달리스트 목록
| 메달   | 선수              | 대회          | 종목 | 세부종목    |
| ------ | ----------------- | ------------- | ---- | ----------- |
| 동메달 | 제르세나이 타데세 | 2004년 아테네 | 육상 | 남자 10000m |